# Wentworth (série de televisão)
Wentworth (bra: Wentworth - Por Trás das Grades) é uma série de televisão australiana exibida pela primeira vez em 1 de maio de 2013 no canal SoHo. Foi inspirada na série Prisoner, que foi exibida pela Network 10 entre 1979 e 1986.

## Elenco

### Elenco principal
- Kate Atkinson como Vera Bennett
- Celia Ireland como Elizabeth "Liz" Birdsworth
- Shareena Clanton como Doreen "Dor" Anderson
- Katrina Milosevic como Sue "Boomer" Jenkins (recorrente: 2ª temporada; principal: 2ª temporada-presente)
- Robbie J. Magasiva como Will Jackson
- Socratis Otto como Maxine Conway (recorrente: 2ª e 3ª temporada; principal: 4ª temporada)
- Tammy Macintosh como Karen "Kaz" Proctor (recorrente: 3ª temporada; principal: 4ª temporada)
- Kate Jenkinson como Allie Novak (4ª temporada)
- Bernard Curry como Jake Stewart (4ª temporada)
- Nicole da Silva como Francesca "Franky" Doyle
- Pamela Rabe como Joan Ferguson (2ª temporada-presente)
- Danielle Cormack como Bea Smith (1ª a 4ª temporada)
- Aaron Jeffery como Matthew "Fletch" Fletcher (1ª à 3ª temporada)
- Kris McQuade como Jackie "Jacs" Holt (1ª temporada)
- Leeanna Walsman como Erica Davidson (1ª temporada)
- Catherine McClements como Meg Jackson (1ª temporada)

### Convidado especial
- Sigrid Thornton como Sonia Stevens (4ª temporada)

### Elenco recorrente
| - Jacqueline Brennan como Linda Miles (1ª temporada-presente) - Georgia Flood como Debbie Smith (1ª e 2ª temporada, camafeu: 4ª temporada) - Ra Chapman como Kim Chang (1ª temporada-presente) - Libby Tanner como Bridget Westfall (3ª temporada–presente) - Georgia Chara como Jess Warner (2ª e 3ª temporada) - Martin Sacks como Derek Channing (1ª temporada-presente) - Charli Tjoe como Tina Mercado (3ª temporada–presente) - Luke McKenzie como Nash Taylor (2ª temporada-presente) - Maggie Naouri como Rose Atkins (2ª e 3ª temporada) - Reef Ireland como Brayden Holt (1ª e 2ª temporada) - Sally-Anne Upton como Lucy Gambaro (3ª temporada–presente) - Hunter Page-Lochard como Shayne Butler (4ª temporada) - Ally Fowler como Simone Slater (recorrente: 1ª e 2ª temporada; camafeu: 3ª temporada) - Edwina Samuels como Sophie Donaldson (2ª e 3ª temporada) | - Pia Miranda como Jodie Spiteri (3ª temporada) - Kathryn Beck como Sky Pierson (2ª temporada) - Jake Ryan como Harry Smith (recorrente: 1ª e 2ª temporada; camafeu: 3ª temporada) - Bessie Holland como Stella Radic (2ª temporada-presente) - Madeleine Jevic como Lee Radcliffe (4ª temporada) - Steve Bastoni como Don Kaplan (4ª temporada) - Lynette Curran como Rita Bennett (1ª e 2ª temporada) - Tony Nikolakopoulos como Nils Jasper (2ª à 4ª temporada) - Alex Menglet como o pai de Joan (2ª e 3ª temporada) - John Bach como Vinnie Holt (1ª temporada) - Annie Jones como Rachel Singer (1ª e 2ª temporada) - Cassandra Magrath como Hayley Jovanka (1ª à 3ª temporada) - Steve Le Marquand como Colin Bates (2ª temporada) - Toni Briggs como Steve Faulkner (2ª temporada) |

## Prêmios e indicações
| Ano  | Prêmio                            | Categoria                                                      | Indicado                                           | Resultado |
| ---- | --------------------------------- | -------------------------------------------------------------- | -------------------------------------------------- | --------- |
| 2013 | Australian Screen Editors         | Melhor edição em um drama de televisão                         | Philip Watts                                       | Indicado  |
| 2014 | AACTA Awards                      | Melhor convidado ou atriz coadjuvante em um drama de televisão | Kris McQuade                                       | Indicado  |
| 2014 | AACTA Awards                      | Melhor série dramática de televisão                            | Wentworth – Jo Porter, Amanda Crittenden           | Indicado  |
| 2014 | ASTRA Awards                      | Drama mais destacado                                           | Wentworth                                          | Venceu    |
| 2014 | ASTRA Awards                      | Novo talento excepcional                                       | Shareena Clanton                                   | Indicado  |
| 2014 | ASTRA Awards                      | Desempenho mais destacado de uma atriz                         | Danielle Cormack                                   | Indicado  |
| 2014 | ASTRA Awards                      | Desempenho mais destacado de uma atriz                         | Nicole da Silva                                    | Venceu    |
| 2014 | ASTRA Awards                      | Desempenho mais destacado de uma atriz                         | Kris McQuade                                       | Indicado  |
| 2014 | ASTRA Awards                      | Desempenho mais destacado de um ator masculino                 | Aaron Jeffery                                      | Indicado  |
| 2014 | ASTRA Awards                      | Desempenho mais destacado de um ator masculino                 | Robbie Magasiva                                    | Indicado  |
| 2014 | Logie Awards                      | A maioria de série dramática proeminente                       | Wentworth                                          | Indicado  |
| 2014 | Logie Awards                      | Atriz mais destacada                                           | Danielle Cormack                                   | Indicado  |
| 2014 | Logie Awards                      | O recém-chegado mais destacado                                 | Shareena Clanton                                   | Indicado  |
| 2014 | Equity Awards                     | Desempenho excepcional de um conjunto em uma série dramática   | Elenco                                             | Indicado  |
| 2015 | AACTA Awards                      | Melhor atriz principal em um drama de televisão                | Pamela Rabe                                        | Venceu    |
| 2015 | AACTA Awards                      | Melhor série dramática de televisão                            | Wentworth – Jo Porter, Amanda Crittenden           | Indicado  |
| 2015 | ASTRA Awards                      | Desempenho mais destacado de uma atriz                         | Danielle Cormack                                   | Venceu    |
| 2015 | ASTRA Awards                      | Desempenho mais destacado de uma atriz                         | Celia Ireland                                      | Indicado  |
| 2015 | ASTRA Awards                      | Desempenho mais destacado de uma atriz                         | Nicole da Silva                                    | Indicado  |
| 2015 | ASTRA Awards                      | Desempenho mais destacado de uma atriz                         | Pamela Rabe                                        | Indicado  |
| 2015 | ASTRA Awards                      | Desempenho mais destacado de um ator masculino                 | Aaron Jeffrey                                      | Indicado  |
| 2015 | ASTRA Awards                      | Desempenho mais destacado de um ator masculino                 | Robbie Magasiva                                    | Indicado  |
| 2015 | ASTRA Awards                      | Drama mais destacado                                           | Wentworth                                          | Venceu    |
| 2015 | Australian Directors Guild Awards | Melhor direção em uma série dramática de televisão             | Kevin Carlin para a segunda temporada, episódio 11 | Indicado  |
| 2015 | Australian Writers Guild Awards   | Melhor roteiro para uma série de televisão                     | Pete McTighe para Fear Her                         | Indicado  |
| 2015 | Australian Writers Guild Awards   | Melhor roteiro para uma série de televisão                     | Stuart Page para The Governor's Pleasure           | Venceu    |
| 2015 | Logie Awards                      | A maioria de série dramática proeminente                       | Wentworth                                          | Venceu    |
| 2015 | Logie Awards                      | Atriz mais destacada                                           | Danielle Cormack                                   | Venceu    |
| 2015 | Logie Awards                      | Atriz mais destacada                                           | Nicole da Silva                                    | Indicado  |
| 2016 | AACTA Awards                      | Melhor direção em um drama de televisão ou comédia             | Kevin Carlin para Seeing Red                       | Pendente  |
| 2016 | AACTA Awards                      | Melhor edição na televisão                                     | Ben Joss para Prisoner                             | Pendente  |
| 2016 | AACTA Awards                      | Melhor atriz principal em um drama de televisão                | Danielle Cormack                                   | Pendente  |
| 2016 | AACTA Awards                      | Melhor atriz principal em um drama de televisão                | Pamela Rabe                                        | Pendente  |
| 2016 | AACTA Awards                      | Melhor série dramática de televisão                            | Wentworth – Pino Amenta and Jo Porter              | Pendente  |
| 2016 | AWGIE Awards                      | Melhor roteiro para uma série de televisão                     | Michael Lucas para Plan Bea                        | Pendente  |
| 2016 | AWGIE Awards                      | Melhor roteiro para uma série de televisão                     | Pete McTighe para Blood and Fire                   | Pendente  |
| 2016 | Logie Awards                      | Atriz mais destacada                                           | Pamela Rabe                                        | Indicado  |
| 2016 | Logie Awards                      | A maioria de série dramática proeminente                       | Wentworth                                          | Indicado  |
| 2016 | Logie Awards                      | Atriz coadjuvante mais destacada                               | Celia Ireland                                      | Venceu    |